# Nopcommerce
nopCommerce là một giải pháp thương mại điện tử mã nguồn mở  dựa trên nền tảng ASP.NET MVC  5.0 kết hợp với cơ sở dữ liệu MS SQL 2008 (hoặc lớn hơn). Được cung cấp dưới dạng giấy phép nopCommerce  Public V3   và chính thức ra mắt vào tháng 10 năm 2008 cho doanh nghiệp vừa và nhỏ.
nopCommerce là một nền tảng thương mại điện tử an toàn và có khả năng mở rộng. Tích hợp sẵn công cụ quản trị để quản lý gian hàng, khách hàng, danh sách ưa thích, khuyến mãi, và coupons. Ngoài ra cũng hỗ trợ nhiều gian hàng, nhiều nhà phân phối, kho hàng, đa ngôn ngữ, các loại đơn vị tiền tệ và thuế, cũng như hố trợ các cổng thanh toán phổ biến như: Authorize.net, PayPal, Google Checkout, và nhiều loại khác. nopCommerce có giao diện responsive linh hoạt với các thiết bị di động. nopCommerce chạy ở chế độ Medium Trust.
Theo thống kê của builwith thực hiện trong năm 2015, thị phần nopCommerce đạt khoảng 3% trong số những nền tảng thương mại điện tử phổ biến nhất.
nopCommerce lọt vào chung kết trong giải thương thương mại mã nguồn mở Packt (Packt Open Source E-Commerce Award) năm 2010 và 2011.
nopCommerce với hơn 400.000 lượt tải về là tỷ lệ cao nhất và cũng nằm trong top 5 những ứng dụng được tải về nhiều nhất được cung cấp bởi Microsoft Web Platform Installer. Đó cũng là ứng dụng đứng thứ 11 trong lượt tải về nhiều nhất từ Codeplex.